# NGC 3982
NGC 3982 est une galaxie spirale intermédiaire située dans la constellation de la Grande Ourse. NGC 3982 a été découverte par l'astronome germano-britannique William Herschel en 1789.

## Caractéristiques
La classe de luminosité de NGC 3982 est II et elle présente une large raie HI. Elle renferme également des régions d'hydrogène ionisé.

### Distance
Sa vitesse par rapport au fond diffus cosmologique est de 1 282 ± 12 km/s, ce qui correspond à une distance de Hubble de 18,91 ± 1,33 Mpc (∼61,7 millions d'al).
À ce jour, 35 mesures non basées sur le décalage vers le rouge (redshift) donnent une distance de 22,120 ± 2,562 Mpc (∼72,1 millions d'al), ce qui est à l'intérieur des valeurs de la distance de Hubble. Puisque cette galaxie est relativement rapprochée du Groupe local, cette distance est peut-être plus près de sa distance réelle que la distance de Hubble. Notons que c'est avec la valeur moyenne des mesures indépendantes, lorsqu'elles existent, que la base de données NASA/IPAC calcule le diamètre d'une galaxie.

### Galaxie de Seyfert
NGC 3982 est une galaxie active de type Seyfert 2.

### Luminosité dans l'infrarouge
Sa luminosité dans l'infrarouge lointain (de 40 à 400 µm) est égale à 8,91 × 109 {\displaystyle L_{\odot }} (109,95{\displaystyle L_{\odot }}) et sa luminosité totale dans l'infrarouge (de 8 à 1 000 µm) est de 1,15 × 1010 {\displaystyle L_{\odot }} (1010,06{\displaystyle L_{\odot }}).

## Morphologie
Dans la  bande K infrarouge, NGC 3982 présente une barre centrale de 15 secondes d'arc dont l'ellipticité maximale est de 0,39. L'angle de position de celle-ci est de 0°.

### Un disque entourant le noyau
Grâce aux observations du télescope spatial Hubble, on a détecté un disque de formation d'étoiles autour du noyau de NGC 3982. La taille de son demi-grand axe est égale à 1 600 pc (~5 220 années-lumière).

## Trou noir supermassif
Une étude  réalisée en 2007  auprès de 90 galaxies de type Seyfert 2 utilisant la dispersion des vitesses a permis d'estimer la masse des trous noirs supermassifs centraux de celles-ci. Pour NGC 3982, la masse du trou noir est égale à 1,2 × 106 {\displaystyle M_{\odot }} (106,09{\displaystyle M_{\odot }}).
Selon une autre étude publiée en 2009 et basée sur la vitesse interne de la galaxie mesurée par le télescope spatial Hubble, la masse du trou noir supermassif au centre de NGC 3982 serait comprise entre 5,2 millions et 17 millions de {\displaystyle M_{\odot }}.
Selon une autre étude publiée en 2012 et basée sur la dispersion des vitesses de la région centrale de NGC 3982, la masse du trou noir serait de 3,3 millions de {\displaystyle M_{\odot }}  (106,55{\displaystyle M_{\odot }}).
Selon les auteurs d'un article publié en 2012, la connaissance de la masse d'un trou noir central et du taux d'accrétion par celui-ci permet d'estimer le taux de formation d'étoiles dans la région centrale des galaxies de type Seyfert. Ce taux pour NGC 3982 serait à l'intérieur et à l'extérieur d'un rayon de 1 kpc respectivement de 0,15 {\displaystyle M_{\odot }}/an  et de 0,49 {\displaystyle M_{\odot }}/an
.

## Supernova
La supernova SN 1998aq a été découverte dans NGC 3982 le 13 avril 1998 par l'astronome britannique Mark Armstrong. Cette supernova était de type Ia.

## Groupe de NGC 3898 et de M101
Selon A.M. Garcia, la galaxie NGC 3982 fait partie d'un groupe de galaxies qui compte au moins neuf membres, le groupe de NGC 3898. Les autres membres du groupe sont NGC 3733, NGC 3756, NGC 3794 (NGC 3804 dans l'article), NGC 3846, NGC 3846A, NGC 3850, NGC 3898 et UGC 6894.
D'autre part, dans un article publié en 1998, Abraham Mahtessian indique que NGC 3982 fait partie d'un groupe plus vaste qui compte plus de 80 galaxies, le groupe de M101. Plusieurs galaxies de la liste de Mahtessian se retrouvent également dans d'autres groupes décrits par A.M. Garcia, soit le groupe de NGC 3631, le groupe de NGC 3898, le groupe de M109 (NGC 3992), le groupe de NGC 4051, le groupe de M106 (NGC 4258) et le groupe de NGC 5457.
Plusieurs galaxies des six groupes de Garcia ne figurent pas dans la liste du groupe de M101 de Mahtessian. Il y a plus de 120 galaxies différentes dans les listes des deux auteurs. Puisque la frontière entre un amas galactique et un groupe de galaxie n'est pas clairement définie (on parle de 100 galaxies et moins pour un groupe), on pourrait qualifier le groupe de M101 d'amas galactique contenant plusieurs groupes de galaxies.

## Amas de la grande Ourse et superamas de la Vierge
Les groupes de NGC 3898 et de M101 font partie de l'amas de la Grande Ourse, l'un des amas galactiques du superamas de la Vierge.